# 鬼首峠
鬼首峠（おにこうべとうげ）は（標高：820m）、宮城県大崎市と秋田県湯沢市とを結ぶ峠である。峠の歴史は古く、前九年の役で合戦の舞台となっていることから、平安時代にはすでに重要な道路であったと考えられている。

## 概要
鬼首峠は国道108号が通っているが、この国道108号は宮城県北部と秋田県南部を結ぶ重要な道となっている。1965年（昭和40年）に自動車通行が可能となり、1968年に全線舗装化されたものの、ヘアピンカーブが続く上に冬期間は閉鎖されていた。また大型車は通年通行止めとなっていた。このため、この区間を国道47号や国道13号で迂回する車も多かった。
1996年に鬼首峠をバイパスする鬼首道路が開通し、大型車も含め通行可能となった。除雪体制も完備されたため、年間を通じた往来も可能となった。一方、鬼首峠を通過する車両は限定的となった。